# Rhyacophila mosana
Rhyacophila mosana là một loài Trichoptera trong họ Rhyacophilidae. Chúng phân bố ở miền Tân bắc.